# Padang Pasir (Padang Barat)
Padang Pasir is een bestuurslaag in het regentschap Padang van de provincie West-Sumatra, Indonesië. Padang Pasir telt 4598 inwoners (volkstelling 2010).